# هیرین‌سالمی
هیرین‌ْسالْمی (به فنلاندی: Hyrynsalmi) یک منطقهٔ مسکونی در فنلاند است که در کاینو واقع شده‌است.